# Dee Brown (historien)
Pour les articles homonymes, voir Dee Brown et Brown.
Dorris Alexander Brown, plus connu sous le nom de Dee Brown, né le 29 février 1908 à Alberta, Louisiane, États-Unis, et mort le 12 décembre 2002 à Little Rock, Arkansas, est un romancier et historien américain, spécialiste du western.

## Biographie
Dee Brown grandit dans le comté d'Ouachita, puis à Little Rock (Arkansas), où il se lie d'amitié avec plusieurs Amérindiens qui lui font prendre conscience de la manière biaisée dont les films américains dépeignent leurs « frères de race ».
Brown travaille d'abord comme journaliste à Harrison (Arkansas), puis, après avoir servi dans les rangs de l'armée américaine durant la Seconde Guerre mondiale, il dirige la bibliothèque agricole de l'université de l'Illinois, institution où il acquiert un diplôme en science des bibliothèques. Il devient ensuite professeur.
En 1973, il choisit de retourner en Arkansas à l'heure de sa retraite professionnelle, et consacre désormais tout son temps à l'écriture.
Son œuvre la plus célèbre est Enterre mon cœur à Wounded Knee : la longue marche des Indiens vers la mort (Bury My Heart at Wounded Knee: an Indian History of the American West), publiée en 1970, qui relate la relation conflictuelle entre les Amérindiens (Native Americans) et l’expansionnisme américain. La publication de cette œuvre, en plein mouvement pour les droits civiques amérindiens, conduit l'« Américain moyen » à porter un autre regard sur les cultures amérindiennes et, parallèlement, amène les Amérindiens à voir d'un autre œil la conquête de l'Ouest, mythe fondateur des États-Unis d'Amérique.
Auparavant, il avait écrit plusieurs romans, dont le premier est Wave High the Banner, récit romancé de la vie de Davy Crockett, qui fut une connaissance de son arrière-grand-père. Il écrit une bonne douzaine de livres, y compris des ouvrages pour des enfants, avant la publication de Bury My Heart at Wounded Knee. Quelques années après ce succès de librairie, il obtient de nouveau un succès populaire grâce à son roman Creek Mary's Blood, qui raconte la vie de plusieurs générations d'une famille de pionniers de l'Ouest américain.
Dee Brown meurt le 12 décembre 2002.

## Œuvres
Liste non exhaustive.
- 1942 : Wave High the Banner, a novel based on the life of Davy Crockett. Philadelphie : Macrae-Smith. 367 pages.
- 1948 : Fighting Indians of the West (Martin F[erdinand]. Schmitt and Dee Brown). New York : C. Scribner's Sons. xviii + 362 pages.
- 1952 : Trail Driving Days (texte de Dee Brown, « picture research » de Martin F. Schmitt). New York : Scribner. xxii + 264 pages.
- 1954 : Grierson's Raid. Urbana : University of Illinois Press. 261 pages.
- 1955 : The Settlers' West ((Martin F[erdinand]. Schmitt and Dee Brown). New York : Scribner. xviii + 258 pages.
- 1956 : Yellowhorse, a novel of the Cavalry in the West. Boston : Houghton Mifflin. 238 pages.
- 1958 : Cavalry Scout. New York : Permabooks. 195 pages.
- 1958 : The Gentle tamers; women of the old Wild West. New York : Putnam. 317 pages. Publié en français sous le titre Ces dames de l'Ouest, Paris, Stock, 1974
- 1959 : The Bold Cavaliers; Morgan's 2d Kentucky Cavalry Raiders. Philadelphie : Lippincott. 353 pages.
- 1962 : Fort Phil Kearny, an American Saga (titré The Fetterman Massacre: an American saga lors de la réédition de 1972, puis The Fetterman massacre : formerly Fort Phil Kearny, an American saga lors de la réédition en 1984). Londres : Barrie and Jenkins. 251 + 8 pages.
- 1963 : The Galvanized Yankees. Urbana : University of Illinois Press. 243 pages.
- 1964 : Showdown at Little Big Horn.. New York : Putnam. 220 pages.
- 1964 : The Girl from Fort Wicked. Garden City (New York) : Doubleday. 184 pages.
- 1966 : The Year of the Century: 1876. New York : Scribner. x + 372 pages.
- 1967 : Action at Beecher Island. Garden City (New York) : Doubleday. 192 pages.
- 1971 : Bury My Heart at Wounded Knee, an Indian History of the American West. New York : Holt, Rinehart & Winston. xvii + 487 pages. Publié en français sous le titre Enterre mon cœur à Wounded Knee : la longue marche des Indiens vers la mort, Paris, Stock, 1973 ; réédition, Paris, 10/18 no 2576, 1995 Publié en français dans une nouvelle traduction sous le titre Enterre mon cœur à Wounded Knee : une histoire américaine, 1800-1890, Paris, Albin Michel, coll. Terre indienne, 2009
- 1972 : Andrew Jackson and the Battle of New Orleans. New York : Putnam. 127 pages.
- 1973 : Tales of the warrior ants. New York : Putnam. 127 pages.
- 1974 : The Westerners. New York : Holt, Rinehart and Winston. 288 pages.
- 1977 : Hear That Lonesome Whistle Blow : railroads in the West (réédité en 2001 sous le titre : Hear that lonesome whistle blow : the epic story of the transcontinental railroads). New York : Holt, Rinehart and Winston. viii + 311 pages.
- 1979 : Tepee Tales of the American Indian / retold for our times by Dee Brown ; illustrated by Louis Mofsie. New York : Holt, Rinehart and Winston. 179 pages.
- 1980 : Creek Mary's Blood. New York : Holt, Rinehart and Winston. 401 pages. Publié en français sous le titre Creek Mary la Magnifique, Paris, Stock, 1981
- 1983 : Killdeer Mountain : a novel. New York : Holt, Rinehart and Winston. 279 pages.
- 1984 : Pardon my Pandemonium : a novel, sous-titré They went thataway. Little Rock : August House. 218 pages. Publié en français sous le titre Je vous ai compris, Paris, Fayard, 1963
- 1987 : Conspiracy of Knaves. New York : Holt. 392 pages.
- 1991 : Wondrous Times on the Frontier. Little Rock : August House Publishers. 324 pages.
- 1993 : When the Century Was Young. Little Rock : August House Publishers. 223 pages.
- 1998 : The Way to Bright Star. New York : Forge. 352 pages.